# Catedral de Santo Tomás de Aquino
La catedral de Santo Tomás de Aquino (en inglés: Cathedral of Saint Thomas Aquinas) es la catedral de la Diócesis de Reno. Está localizada en Reno, Nevada. Es la sede del obispo de Reno. La catedral fue construida en 1908 debido al aumento de la población católica de Reno, por lo que se construyó una iglesia más grande. La catedral fue casi destruida por un incendio en 1909 y fue restaurada al año siguiente. La catedral está a cargo de los franciscanos Conventuales: orden de los Frailes Menores.